# Passions secrètes
Passions secrètes (Em Família) est une telenovela brésilienne produite et diffusée entre le 3 février 2014 et le 18 juillet 2014 sur TV Globo.
En France d'outre-mer, le feuilleton a été remonté en 75 épisodes de 45 minutes et diffusé entre le 7 février 2017 et le 20 mars 2017 sur le réseau Outre-mer La Première.
En France, elle est diffusée entre le 18 décembre 2017 et le 9 février 2018 sur IDF1.

## Synopsis
À la veille de son mariage avec Helena, Laerte, consumé par une jalousie obsessionnelle, s’en prend à son ami Virgílio, qui a toujours aimé Helena, et le frappe à la... tête. Pensant son rival mort, il l’enterre aussitôt. Mais Virgílio survit, et Laerte est arrêté devant l’autel. Après une année d’emprisonnement, Laerte s’envole pour l’Europe, perdant tout contact avec Helena. Vingt ans s’écoulent. Après la tragédie qui l’a séparé de sa cousine, Laerte, devenu un musicien à succès, s’arrête un beau jour sur un visage. Là, dans son public, une jeune femme ressemble trait pour trait à son ancien amour. Il s’agit de Luiza, la fille d’Helena et de Virgílio... De retour au Brésil, Laerte retrouve Luiza, au grand désespoir d’Helena, qui assiste impuissante à l’idylle naissante. Désormais mariée à Virgílio, Helena, voit tous les sentiments qu’elle pensait enfouis remonter à la surface et affecter son mariage et la relation avec sa fille.
Envers et contre tous, Laerte et Luiza décident de rester ensemble. Une décision lourde de conséquences et à l’origine de nombreux conflits et tourments...
Sur ce parcours, deux personnages, Helena et Laerte, unis par les liens les plus étroits qui soient, l’amour et la famille, vont voir leurs sentiments les plus nobles malmenés par la jalousie, la culpabilité et la vengeance.
Entre les promesses d’amour éternel et séparations, harmonie amoureuse et affrontements se croisent...

## Acteurs et personnages
| Acteur/Actrice             | Personnage                                    |
| -------------------------- | --------------------------------------------- |
| Júlia Lemmertz             | Helena Fernandes                              |
| Bruna Marquezine           | Helena Fernandes (2e phase) / Luísa Fernandes |
| Gabriel Braga Nunes        | Laerte Fernandes                              |
| Humberto Martins           | Virgílio                                      |
| Vivianne Pasmanter         | Shirley                                       |
| Giovanna Antonelli         | Clara Fernandes                               |
| Reynaldo Gianecchini       | Cadu (Carlos Eduardo)                         |
| Tainá Müller               | Marina                                        |
| Natália do Valle           | Chica (Francisca Fernandes)                   |
| Ana Beatriz Nogueira       | Selma Fernandes                               |
| Herson Capri               | Ricardo                                       |
| Helena Ranaldi             | Verônica                                      |
| Bianca Rinaldi             | Sílvia                                        |
| Paulo José                 | Benjamin                                      |
| Vanessa Gerbelli           | Juliana                                       |
| Leonardo Medeiros          | Fernando                                      |
| Bruno Gissoni              | André                                         |
| Ângela Vieira              | Branca                                        |
| Thiago Mendonça            | Felipe Fernandes                              |
| Miguel Thiré               | Gabriel                                       |
| Betty Gofman               | Miss Lauren                                   |
| Maria Eduarda              | Vanessa                                       |
| Antônio Petrin             | Viriato                                       |
| Cláudia Assunção           | Mafalda                                       |
| Oscar Magrini              | Ramiro Fernandes                              |
| Guilherme Leicam           | Laerte Fernandes (2e phase)                   |
| Nando Rodrigues            | Virgílio (2e phase)                           |
| Alice Wegmann              | Shirley (2e phase)                            |
| Arthur Aguiar              | Virgílio (1re phase)                          |
| Poliana Aleixo             | Bárbara                                       |
| Érika Januza               | Alice                                         |
| Sacha Bali                 | Murilo                                        |
| Marcello Melo Jr           | Jairo                                         |
| Ronny Kriwat               | Leto                                          |
| Manu Gavassi               | Paulinha                                      |
| Nelson Baskerville         | Itamar Fernandes                              |
| Monique Curi               | Telma                                         |
| Rafael Tombini             | Leandro                                       |
| Elina de Souza             | Neidinha                                      |
| Roberta Almeida            | Sandra                                        |
| Cláudia Mauro              | Ana                                           |
| Lica Oliveira              | Dulce                                         |
| Ágatha Moreira             | Gisele                                        |
| Carol Macedo               | Gorete                                        |
| Jéssika Alves              | Guiomar                                       |
| Maria Pompeu               | Amélia                                        |
| Wilson Rabelo              | Batista                                       |
| Tânia Toko                 | Rosa                                          |
| Ju Colombo                 | Ceiça                                         |
| Vitor Figueiredo           | Ivan                                          |
| Luiza Moraes               | Flavinha                                      |
| Nicole Evangeline          | Laís                                          |
| Rafael Zulu                | Luís>                                         |
| Juliana Dalavia            | Helena Fernandes (1re phase)                  |
| Eike Duarte                | Laerte Fernandes (1re phase)                  |
| Luana Marquezine           | Clara Fernandes (1re phase)                   |
| Karize Brum                | Clara Fernandes (2e phase)                    |
| Giovanna Rispoli           | Shirley (1re phase)                           |
| Vinni Mazzola              | Felipe (1re phase)                            |
| Guilherme Prates           | Felipe Fernandes (2e phase)                   |
| Juliana Araripe            | Chica (Francisca Fernandes) (1re et 2e phase) |
| Camila Raffanti            | Selma Fernandes (1re et 2e phase)             |
| Cyria Coentro              | Maria (mère de Virgílio)                      |
| Gabriela Carneiro da Cunha | Juliana                                       |
| Simone Soares              | Mafalda                                       |
| Jéssica Barbosa            | Neidinha (1re et 2e phase)                    |
| Henrique Schafer           | Viriato                                       |

## Diffusion internationale
- Rede Globo (2014)
- TVS
- SIC
- Teledoce
- ATV
- Ecuavisa
- Antena Latina
- Televicentro
- Azteca 13
- TV5
- Let's Viet
- La 1ère
- Nina Novelas
- IDF1
- Diamants TV

### Sources
- (pt) Cet article est partiellement ou en totalité issu de l’article de Wikipédia en portugais intitulé « Em Família (telenovela) » (voir la liste des auteurs).